# 2024年マヨット危機
2024年マヨット危機（2024ねんマヨットきき）は、フランス領マヨットで発生した政治的・経済的危機。

## 背景

「タツノオトシゴ島」として知られるマヨット島の地形図

マヨットはフランスの最貧県であるが、それにもかかわらず、マヨットはマダガスカルやコモロに比べて裕福であり、経済移民が仕事を求めてマヨットにやって来ている。
2018年には、不法移民が警察に一斉検挙され、騒乱が起きた。2021年には、54人の国会議員が深刻な貧困と不法移民による「差し迫った社会的混乱」について警告した。2023年初頭には、スラム街が破壊された。2023年12月に緊急車両は夜間に走行しないことが発表された。干ばつにより水不足が発生し、抗議活動が行われた。 マヨットは投資不足に苦しんでいる。フランス政府は、インド洋での不法移民対策としてウアンブッシュ作戦を開始した。

## 経過
国民議会議長ヤエル・ブロン＝ピヴェは2024年1月にマヨット島を訪問した。警察による捜査が行われた。2週間にわたる抗議活動が勃発した。道路が封鎖され、経済が混乱し、食糧不足が生じた。暴力や夜間外出禁止令が報告された。
ジェラルド・ダルマナン内務大臣は同島を訪問し、マヨット島で生まれたことによるフランス国籍の自動取得権を制限すると発表した。このような措置は、不法移民を阻止するためにマヨット島の住民から広く支持されている。
2024年4月、マリーヌ・ル・ペンがマヨット島を訪問した。
2024年4月16日、マリー・ゲヴヌー海外県・海外領土担当大臣は「ウアンブシュ2」作戦の開始を発表した。この作戦の目的は再び「不衛生な住宅、不法移民と戦い、ギャングの幹部を見つける」ことであり、今回は「標的となったギャング幹部60人を逮捕」し、「昨年の2倍となる1,300軒のバンガ（小屋）」を破壊することを目指している。
2024年フランス議会総選挙では、国民連合が躍進し、アンシヤ・バマナがマヨットの第2選挙区で勝利した。